# Godfried van Provence
Godfried I van Provence ook bekend onder de naam Josfred (overleden in februari 1062) was van 1018 tot aan zijn dood graaf van Provence. Hij behoorde tot het huis Provence. Provence was een deel van het Heilige Roomse Rijk.

## Levensloop
Godfried was de zoon van graaf Willem II van Provence en diens echtgenote Gerberga, dochter van graaf Otto Willem van Bourgondië. 
Na de dood van zijn vader in 1018 erfde hij het graafschap Provence. Hij regeerde samen met zijn broers Fulco en Willem IV en met zijn neef Willem III. Willem III werd later opgevolgd door zijn zus Emma en Fulco door zijn zoons Bertrand I en Godfried II.
In 1032 werd Godfried bovendien graaf van Arles en op 26 mei 1037 stonden hij en zijn broer Fulco een deel van hun grondgebied als donatie af aan de Abdij van Cluny. Zolang zijn broer Fulco leefde, bleef Godfried als graaf van Provence op de achtergrond. Na de dood van Fulco in 1051 werd Godfried de belangrijkste graaf van Provence.
Tijdens zijn bewind was hij een groot kerkenbouwer, omdat de Saracenen in de vorige eeuw tijdens hun aanvallen verschillende kerken verwoest hadden. Zo liet hij de Abdij van Sparro restaureren en was hij beschermheer van de Abdij Saint-Victor. Aan deze laatste abdij schonk Godfried tijdens zijn bewind heel wat grondgebied.
Godfried gaf ook heel wat grondgebied met bijbehorende vrijheden aan zijn vazallen, waardoor hij de controle verloor over belangrijke kastelen en forten. Hierdoor begon het graafschap Provence onder zijn bewind te verzwakken als politieke eenheid. Zijn grootste schenking vond plaats in 1054: zijn neven Willem-Bertrand en Godfried kregen het graafschap Forcalquier.

## Huwelijk en nakomelingen
Godfried was gehuwd met Stefania, dochter van burggraaf Willem II van Marseille. Ze kregen vier kinderen: een zoon en drie dochters. Zijn zoon Bertrand II volgde hem op als graaf van Provence, zijn dochter Stefania huwde met graaf Willem II van Besalú, zijn dochter Gerberga huwde met graaf Gilbert I van Gévaudan en zijn andere dochter Gundilindis huwde met de latere graaf Raymond IV van Toulouse.